# Linea Chiyoda
La linea Chiyoda (千代田線?, Chiyoda-sen), ufficialmente chiamata "Line No.9 - Chiyoda Line", è una delle linee della metropolitana di Tokyo, e gestita dall'operatore Tokyo Metro.

## Caratteristiche

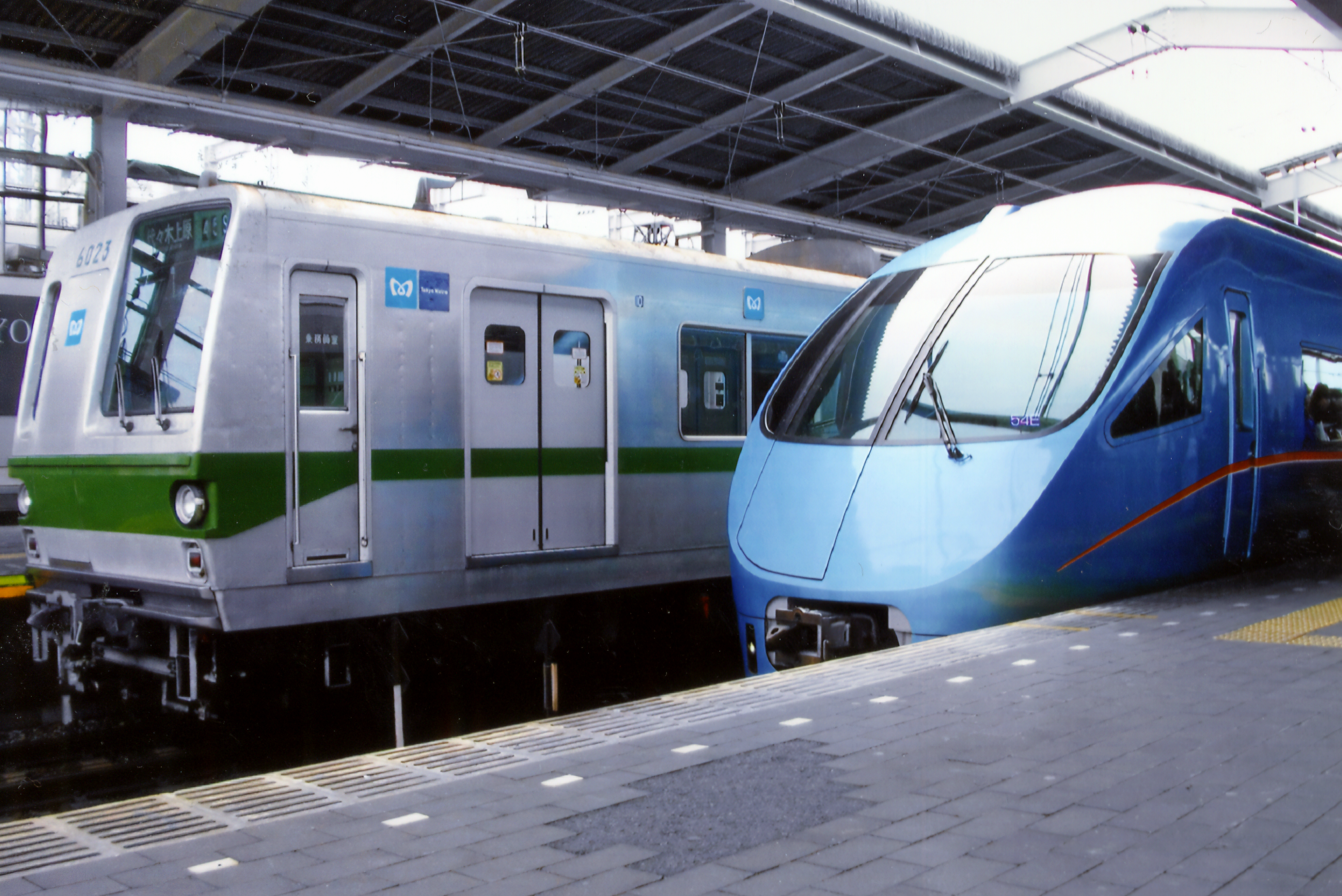
Un treno Serie 6000 della metropolitana affiancato a un Romancecar della Odakyū

La linea, di 21,9 km serve i quartieri di Adachi, Arakawa, Bunkyō, Chiyoda, Minato e Shibuya, e passa in tunnel sotto il quartiere di Taitō. Oltre alla linea principale, è presente una breve diramazione di 2,1 km fra le stazioni di Ayase e Kita-Ayase.
Sulle tabelle ufficiali, la linea è caratterizzata dalla lettera C e dal colore verde.
I treni, a entrambi i capolinea, proseguono innestandosi su altre linee ferroviarie: oltre la metà di essi continuano oltre il capolinea nord di Ayase sulla linea Jōban della JR East fino a Toride. Il resto, oltre il capolinea meridionale di Yoyogi-Uehara, continua fino a Hon-Atsugi o Karakida sulla linea Odakyū Tama.
In base all'Ufficio metropolitano dei trasporti di Tokyo, nel giugno 2009 la linea Chiyoda era la seconda più trafficata di Tokyo, con un affollamento del 181% fra le stazioni di Machiya e Nishi-Nippori.

## Storia

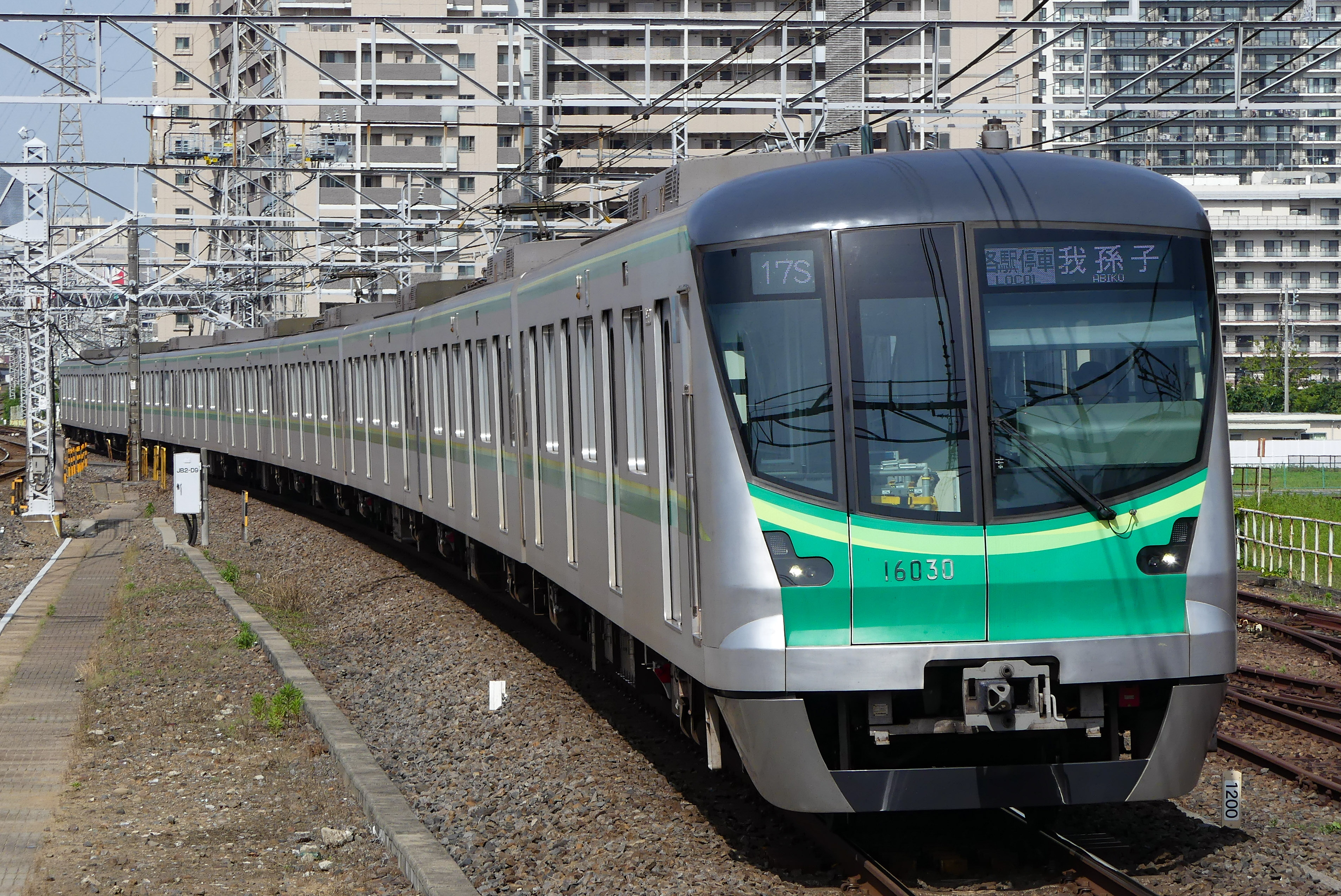
Nuovo treno della serie 16000

La linea Chiyoda venne inizialmente proposta nel 1962 fra Setagaya e Matsudo, nella prefettura di Chiba: il nome iniziale doveva essere Linea 8. Nel 1964 il progetto fu leggermente modificato per permettere ai treni il servizio continuativo sulla linea Jōban a nord, e il numero della linea divenne 9. La linea 9 venne designata per passare attraverso le aree urbanizzate di Chiyoda, e per decongestionare le affollate linee Ginza e Hibiya, che seguono una rotta simile. Il primo segmento della linea, fra Kita-Senju e Ōtemachi venne aperto il 20 dicembre 1969, e nel 1972 la linea fu quasi completa, con il raggiungimento di Yoyogi-Kōen. Il capolinea occidentale attuale, Yoyogi-Uehara fu raggiunto solo nel 1978, e la diramazione per Kita-Ayase aprì il 20 dicembre 1979.
Il 15 maggio 2006 vennero utilizzate per la prima volta le carrozze per sole donne nei treni della mattina provenienti da Toride sulla linea Jōban. Inoltre, dal 18 marzo 2008, il treno espresso limitato Odakyū Romancecar ha iniziato a unire Kita-Senju con Hakone-Yumoto sulla linea Hakone Tozan e Karakida. I treni percorrono anche la linea Yūrakuchō dalla stazione di Shin-Kiba. È il primo caso in Giappone che un treno con posti a prenotazione obbligatoria percorre una linea metropolitana.

## Stazioni
| Numero                                                                                     | Stazione                                                                                   | Giapponese                                                                                 | Distanza (km)                                                                              | Distanza (km)                                                                              | Espresso limitato                                                                          | Collegamenti | Posizione                                                                                  |
| Numero                                                                                     | Stazione                                                                                   | Giapponese                                                                                 | Interstazione                                                                              | Totale                                                                                     | Espresso limitato                                                                          | Collegamenti | Posizione                                                                                  |
| Provenienza da Karakida sulla linea Odakyū Odawara o da Hon-Atsugi sulla linea Odakyū Tama | Provenienza da Karakida sulla linea Odakyū Odawara o da Hon-Atsugi sulla linea Odakyū Tama | Provenienza da Karakida sulla linea Odakyū Odawara o da Hon-Atsugi sulla linea Odakyū Tama | Provenienza da Karakida sulla linea Odakyū Odawara o da Hon-Atsugi sulla linea Odakyū Tama | Provenienza da Karakida sulla linea Odakyū Odawara o da Hon-Atsugi sulla linea Odakyū Tama | Provenienza da Karakida sulla linea Odakyū Odawara o da Hon-Atsugi sulla linea Odakyū Tama | Provenienza da Karakida sulla linea Odakyū Odawara o da Hon-Atsugi sulla linea Odakyū Tama | Provenienza da Karakida sulla linea Odakyū Odawara o da Hon-Atsugi sulla linea Odakyū Tama |
| ------------------------------------------------------------------------------------------ | ------------------------------------------------------------------------------------------ | ------------------------------------------------------------------------------------------ | ------------------------------------------------------------------------------------------ | ------------------------------------------------------------------------------------------ | ------------------------------------------------------------------------------------------ | --- | ------------------------------------------------------------------------------------------ |
|                                                                                            | Yoyogi-Uehara                                                                              | 代々木上原                                                                                 | -                                                                                          | 0,0                                                                                        | ※                                                                                          | Linea Odakyū Odawara (treni diretti per Hon-Atsugi e via la linea Odakyū Tama for Karakida; espresso limitato via la linea Hakone Tozan per Hakone Yumoto)                                                                  | Shibuya                                                                                    |
|                                                                                            | Yoyogi-Kōen                                                                                | 代々木公園                                                                                 | 1,0                                                                                        | 1,0                                                                                        | ｜                                                                                         | | Shibuya                                                                                    |
|                                                                                            | Meiji-Jingūmae                                                                             | 明治神宮前                                                                                 | 1,2                                                                                        | 2,2                                                                                        | ｜                                                                                         | Linea Fukutoshin (F-15) Linea Yamanote (Harajuku) | Shibuya                                                                                    |
|                                                                                            | Omotesandō                                                                                 | 表参道                                                                                     | 0,9                                                                                        | 3,1                                                                                        | ●                                                                                          | Linea Hanzōmon (Z-02) Linea Ginza (G-02) | Minato                                                                                     |
|                                                                                            | Nogizaka                                                                                   | 乃木坂                                                                                     | 1,4                                                                                        | 4,5                                                                                        | ｜                                                                                         | | Minato                                                                                     |
|                                                                                            | Akasaka                                                                                    | 赤坂                                                                                       | 1,1                                                                                        | 5,6                                                                                        | ｜                                                                                         | | Minato                                                                                     |
|                                                                                            | Kokkai-Gijidō-mae                                                                          | 国会議事堂前                                                                               | 0,8                                                                                        | 6,4                                                                                        | ｜                                                                                         | Linea Marunouchi (M-14) Linea Namboku (Tameike-Sannō: N-06) Linea Ginza (Tameike-Sannō: G-06) | Chiyoda                                                                                    |
|                                                                                            | Kasumigaseki                                                                               | 霞ケ関                                                                                     | 0,8                                                                                        | 7,2                                                                                        | ▲                                                                                          | Linea Marunouchi (M-15) Linea Hibiya (H-06) | Chiyoda                                                                                    |
|                                                                                            | Hibiya                                                                                     | 日比谷                                                                                     | 0,8                                                                                        | 8,0                                                                                        | ｜                                                                                         | Linea Hibiya (H-07) Linea Yūrakuchō (Stazione di Yūrakuchō: Y-18) Toei Mita (I-08) Linea Yamanote (Yūrakuchō) Linea Keihin-Tōhoku (Yūrakuchō) Passaggio sotterraneo per la stazione di Ginza e la stazione di Higashi-Ginza | Chiyoda                                                                                    |
|                                                                                            | Nijūbashimae                                                                               | 二重橋前                                                                                   | 0,7                                                                                        | 8,7                                                                                        | ｜                                                                                         | | Chiyoda                                                                                    |
|                                                                                            | Ōtemachi                                                                                   | 大手町                                                                                     | 0,7                                                                                        | 9,4                                                                                        | ●                                                                                          | Linea Tōzai (T-09) Linea Marunouchi (M-18) Linea Hanzōmon (Z-08) Linea Mita (I-09) | Chiyoda                                                                                    |
|                                                                                            | Shin-Ochanomizu                                                                            | 新御茶ノ水                                                                                 | 1,3                                                                                        | 10,7                                                                                       | ｜                                                                                         | Linea Marunouchi (Awajichō: M-19) Linea Shinjuku (Ogawamachi: S-07) Linea Chūō-Sōbu(Ochanomizu) Linea Chūō rapida (Ochanomizu)                                                                                              | Chiyoda                                                                                    |
|                                                                                            | Yushima                                                                                    | 湯島                                                                                       | 1,2                                                                                        | 11,9                                                                                       | ｜                                                                                         | | Bunkyō                                                                                     |
|                                                                                            | Nezu                                                                                       | 根津                                                                                       | 1,2                                                                                        | 13,1                                                                                       | ｜                                                                                         | | Bunkyō                                                                                     |
|                                                                                            | Sendagi                                                                                    | 千駄木                                                                                     | 1,0                                                                                        | 14,1                                                                                       | ｜                                                                                         | | Bunkyō                                                                                     |
|                                                                                            | Nishi-Nippori                                                                              | 西日暮里                                                                                   | 0,9                                                                                        | 15,0                                                                                       | ｜                                                                                         | Linea Yamanote Linea Keihin-Tōhoku Nippori-Toneri Liner (02) | Arakawa                                                                                    |
|                                                                                            | Machiya                                                                                    | 町屋                                                                                       | 1,7                                                                                        | 16,7                                                                                       | ｜                                                                                         | Keisei Main Toden Arakawa (Machiya-Ekimae) | Arakawa                                                                                    |
|                                                                                            | Kita-Senju                                                                                 | 北千住                                                                                     | 2,6                                                                                        | 19,3                                                                                       | ●                                                                                          | Linea Hibiya (H-21) Linea Jōban Linea Tōbu Isesaki Tsukuba Express (05) | Adachi                                                                                     |
|                                                                                            | Ayase                                                                                      | 綾瀬                                                                                       | 2,6                                                                                        | 21,9                                                                                       |                                                                                            | Linea Jōban (treni diretti per Toride) Linea Chiyoda (per Kita-Ayase) | Adachi                                                                                     |
|                                                                                            | Kita-Ayase                                                                                 | 北綾瀬                                                                                     | 2.1                                                                                        | 24.0                                                                                       |                                                                                            | |                                                                                            |